# Önder Focan
Önder Focan (* 24. August 1955 in Istanbul) ist ein türkischer Jazzmusiker (Gitarre, Komposition, Arrangement).

## Leben und Wirken

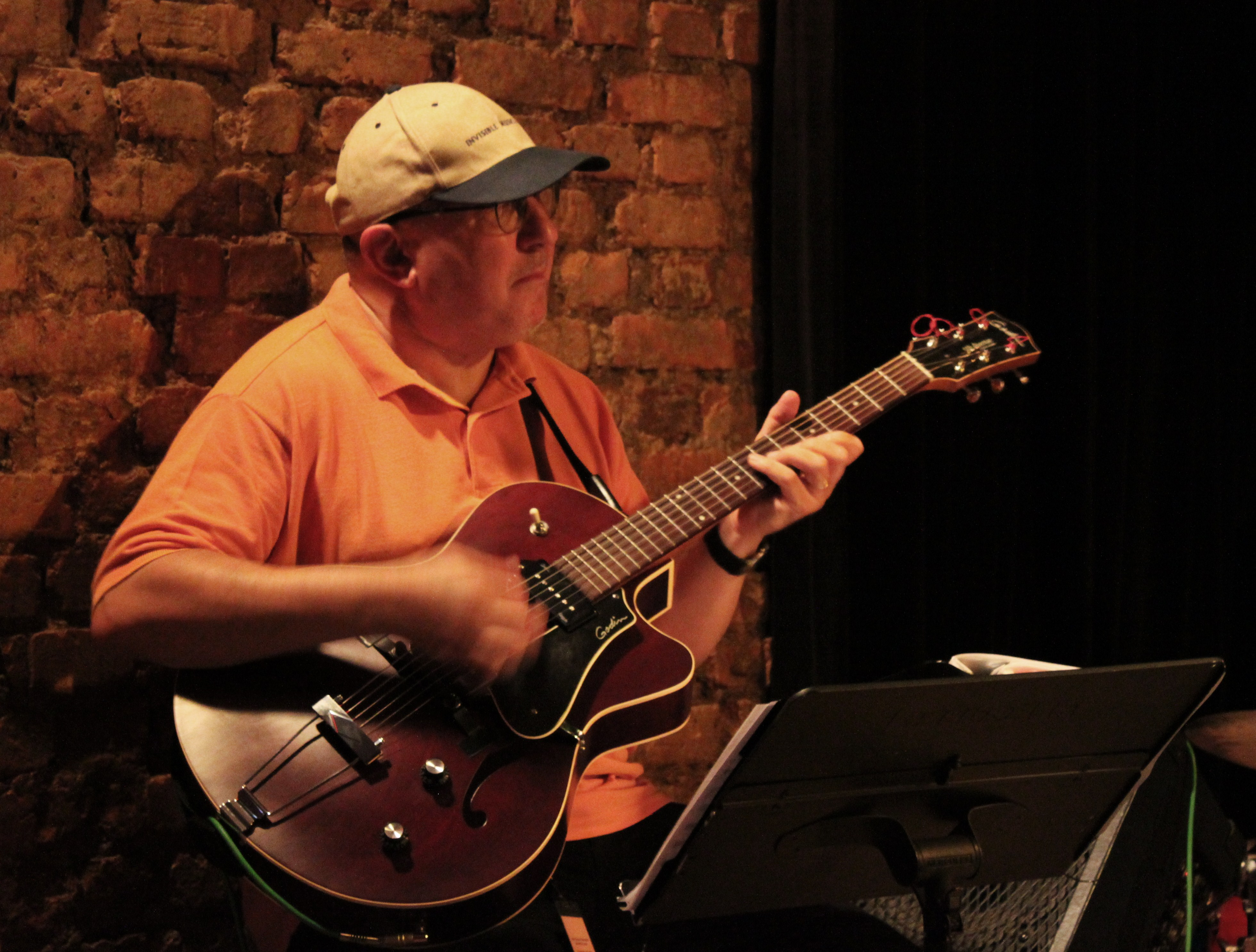
Önder Focan im Nardis Jazz Club (2011)

Focan begann achtjährig damit, Mandoline zu spielen. Mit 15 Jahren wechselte er zur Gitarre und konzentrierte sich seit 1975 auf Jazz. Der Autodidakt veröffentlichte seit 1994 14 Alben unter eigenem Namen. Nachdem er Seminare der International Association of Jazz Educators besuchte, leitete er ab 1996 Kurse für Jazzensemble an der Istanbul Academy. Dann lehrte er am Müjdat Gezen Kulturzentrum und an der Yıldız Teknik Üniversitesi.
1997 trat er mit Jan Akkerman, Wolfgang Muthspiel, Terje Rypdal, Noël Akchoté, Harald Haerter und weiteren Gitarristen in der Guitar Night der MIDEM in Istanbul auf. 1998 nahm er als erster türkischer Musiker ein Album für Blue Note Records auf, Beneath the Stars mit Bill Stewart und dem Organisten Sam Yahel. 2001 war er mit David Friesen im Aufnahmestudio, um das Album Reminescence einzuspielen. 2003 nahm er mit Ernst Bier und Stefan Weeke das Album Spontaneous International Friends für Konnex Records auf. Schlagzeuger Bier hatte schon 1997 eine Türkei-Tournee mit dem Önder Focan Quartet begleitet. Weiter trat er mit Ron McClure, Aaron Scott, Lewis Nash, Christian McBride, Dwayne Burno, Al Foster, Brian Lynch, Roy Hargrove, Ted Curson, Judy Farrow, Uraz Kıvaner und Anne Czichowsky auf. Focan konzertierte auf Festivals in Nordamerika, Europa, Westafrika, Brasilien und dem Nahen Osten.
Mit seiner Frau Zuhal Focan gründete er 2002 den Nardis Jazz Club im Istanbuler Stadtteil Beyoğlu. Dort traten bislang neben türkischen Musikern zahlreiche internationale Jazzstars wie Benny Golson, Kurt Elling, Dianne Reeves, Al Foster, Dee Dee Bridgewater, Roy Haynes oder Ron Carter auf. Der Name „Nardis“ bezieht sich auf eine Komposition von Miles Davis. Die Konzeption des Clubs ist offen für alle Spielarten des Jazz. In Istanbul gibt es weitere Jazz-Live-Bühnen wie das Babylon in Beyoğlu und den Jazzclub JC im Viertel Beşiktaş. Die Ehefrau des Musikers, Zuhal Focan, ist zudem Chefredakteurin des vierteljährlich auf Türkisch und Englisch erscheinenden Hochglanzmagazins Jazz.